# Прапор Швеції
Прапор Швеції — прямокутне полотнище синього кольору з скандинавським хрестом жовтого кольору і співвідношенням сторін 5:8.
Точна дата появи шведського прапора невідома, проте найбільш ранні зображення жовтого хреста на синьому тлі датуються 16 століттям. Пропорційність, можливо, узята з данського прапора, а блакитний і жовтий кольори ймовірно прийшли з гербу.
Відповідно до королівського указу від 1569 року жовтий хрест повинен був завжди зображатися на шведських бойових штандартах і прапорах, оскільки герб Швеції був синій щит, розділений на чотири частини золотим хрестом. Тільки до 20-х років XVII століття відносяться авторитетні свідчення того, що синій трикутний прапор з жовтим хрестом був на шведських кораблях. Зараз трикутний вимпел використовується тільки на суднах королівської сім'ї і на військових суднах. На вимпелі королівської сім'ї, крім того, в центрі хреста зображений Малий або Великий герб Швеції.
З 1916 року день 6 червня святкується як День Шведського Прапора. У 1983 році цей день був також оголошений Національним Днем Швеції. Саме цей день вибрано з двох причин: 6 червня 1523 року Густав Ваза був вибраний королем Швеції, і це поклало початок Швеції як незалежної держави, а того ж дня в 1809 році Швеція прийняла нову конституцію, яка розширювала права громадян і наділяла їх значною свободою.

## Конструкція прапора
|                     |
| Конструкція прапора |